# السباحة الفنية في الألعاب الأولمبية الصيفية 2024
السباحة الفنية (التي كانت تسمى سابقًا السباحة المتزامنة) منافسات في دورة الألعاب الأولمبية الصيفية 2024 في باريس، فرنسا. من المقرر أن تقام في الفترة ما بين 5 و10 أغسطس في مركز باريس للألعاب المائية. وعلى عكس النسخة السابقة، تم تخفيض عدد السباحين المتنافسين في حدثين في هذه الألعاب من 104 إلى 96.
تم إجراء العديد من التغييرات في برنامج السباحة الفنية لباريس 2024 لتعزيز المساواة بين الجنسين والتنوع أكثر بين الدول في مرحلة التصفيات. في 7 أكتوبر 2022، وافق الاتحاد الدولي للألعاب المائية مع ما يقرب من 99 بالمائة من الأصوات لتعديل قواعد السباحة الفنية بين عامي 2022 و2025، مثل تشكيل فريق من ثمانية أعضاء وتحديد الحد الأقصى لعدد الذكور في الفريق.

## التأهل
بالنسبة لحدث الفرق، ستحصل اللجنة الأولمبية الوطنية الأعلى تصنيفًا في كل من المنافسات القارية الخمس على مقعد، باستثناء الدولة المضيفة فرنسا (التي تمثل أوروبا)، بينما ستتنافس اللجان الأولمبية الوطنية الأخرى على المقاعد الخمس الباقية في بطولة العالم للألعاب المائية 2024. بالنسبة لحدث الثنائي، اللجنة الأولمبية الوطنية الأعلى تصنيفًا في كل من المنافسات القارية الخمس والتي ليس لديها فريق مؤهل لحدث الفرق تضمن مقعدا في حدث الثنائي، بينما تتنافس اللجان الأولمبية الوطنية الاخرى على المقاعد الثلاثة المتبقية في بطولة العالم للألعاب المائية 2024. يجب على جميع اللجان الأولمبية الوطنية العشر المؤهلة لمنافسات حدث الفرق اختيار عضوين لتشكيل ثنائي يمثلها في منافسات حدث الثنائي.
| البلد            | الفريق | الثنائي | الرياضي |
| ---------------- | ------ | ------- | ------- |
| أستراليا         | Yes    | Yes     | 8       |
| النمسا           | —      | Yes     | 2       |
| كندا             | Yes    | Yes     | 8       |
| الصين            | Yes    | Yes     | 8       |
| مصر              | Yes    | Yes     | 8       |
| فرنسا            | Yes    | Yes     | 8       |
| بريطانيا العظمى  | —      | Yes     | 2       |
| اليونان          | —      | Yes     | 2       |
| إيطاليا          | Yes    | Yes     | 8       |
| إسرائيل          | —      | Yes     | 2       |
| اليابان          | Yes    | Yes     | 8       |
| كوريا الجنوبية   | —      | Yes     | 2       |
| المكسيك          | Yes    | Yes     | 8       |
| هولندا           | —      | Yes     | 2       |
| نيوزيلندا        | —      | Yes     | 2       |
| إسبانيا          | Yes    | Yes     | 8       |
| أوكرانيا         | —      | Yes     | 2       |
| الولايات المتحدة | Yes    | Yes     | 8       |
| المجموع: 18      | 80     | 16      | 96      |

## الوفود المشاركة
- إسبانيا (8)
- أستراليا (8)
- إسرائيل (2)
- أوكرانيا (2)
- إيطاليا (8)
- بريطانيا العظمى (2)
- الصين (8)
- فرنسا (8)
- كندا (8)
- كوريا الجنوبية (2)
- مصر (8)
- المكسيك (8)
- النمسا (2)
- نيوزيلندا (2)
- هولندا (2)
- الولايات المتحدة (8)
- اليابان (8)
- اليونان (2)

## جدول المنافسة
| اليوم    | التاريخ               | تبدأ  | تنتهي | الحدث | المرحلة           |
| -------- | --------------------- | ----- | ----- | ----- | ----------------- |
| اليوم 10 | الأثنين 5 أغسطس 2024  | 19:30 | 21:00 | فرق   | الأسلوب الفني     |
| اليوم 11 | الثلاثاء 6 أغسطس 2024 | 19:30 | 21:00 | فرق   | الأسلوب الحر      |
| اليوم 12 | الأربعاء 7 أغسطس 2024 | 19:30 | 21:15 | فرق   | الأسلوب البهلواني |
| اليوم 14 | الجمعة 9 أغسطس 2024   | 19:30 | 21:30 | ثنائي | الأسلوب الفني     |
| اليوم 15 | السبت 10 أغسطس 2024   | 19:30 | 22:00 | ثنائي | الأسلوب الحر      |

## الميداليات

### جدول الميداليات
*   البلد المضيف ( فرنسا)
| المرتبة | اللجنة الأولمبية | ذهبية | فضية | برونزية | المجموع |
| ------- | ---------------- | ----- | ---- | ------- | ------- |
| 1       | الصين            | 2     | 0    | 0       | 2       |
| 2       | الولايات المتحدة | 0     | 1    | 0       | 1       |
| 2       | بريطانيا العظمى  | 0     | 1    | 0       | 1       |
| 4       | هولندا           | 0     | 0    | 1       | 1       |
| 4       | إسبانيا          | 0     | 0    | 1       | 1       |
| المجموع | المجموع          | 2     | 2    | 2       | 6       |

### الحائزون على الميداليات
| الألعاب | الذهبية | الفضية | البرونزية |
| ------- | --- | --- | --- |
| ثنائي   | الصين · وانغ تشياني · وانغ ليو يي                                                                              | بريطانيا العظمى · كيت شورتمان · إيزابيل ثورب                                                                                            | هولندا · بريخیه دي بروير · نورتجي دي بروير                                                                                                 |
| فرق     | الصين · تشانغ هاو · فينغ يو · وانغ تشيو · وانغ ليو يي · وانغ تشياني · شيانغ بينشوان · شياو يانينغ · تشانغ يايي | الولايات المتحدة · أنيتا ألفاريز · جايمي زاركوفسكي · ميجومي فيلد · كيانا هانتر · أودري كوان · جاكلين لو · دانييلا راميريز · روبي ريماتي | إسبانيا · تكسيل فيري · مارينا غارسيا بولو · ليلو لويس فاليت · ميريتكسيل ماس · أليسا أوزوجينا · باولا راميريز · إيريس تيو · بلانكا توليدانو |